# Nuvvuagittuqgroensteengordel

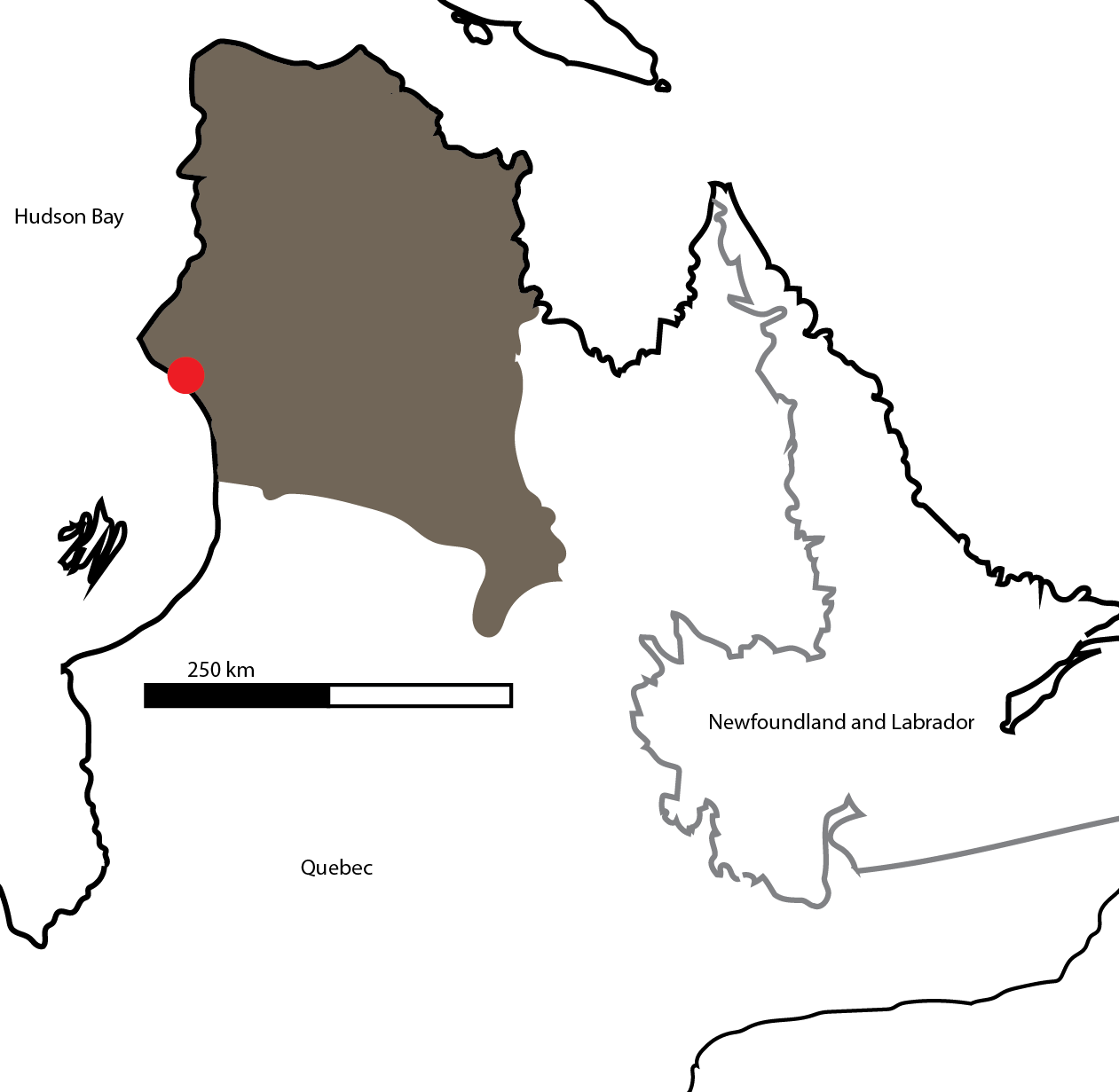
Locatie van de Nuvvuagittuqgroensteengordel (rood) in het noorden van Québec.

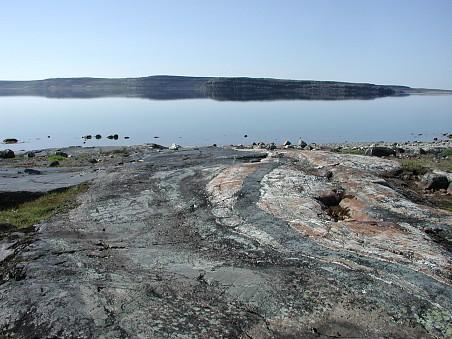
Gesteente van de Nuvvuagittuqgroensteengordel aan de kust van de Hudsonbaai.

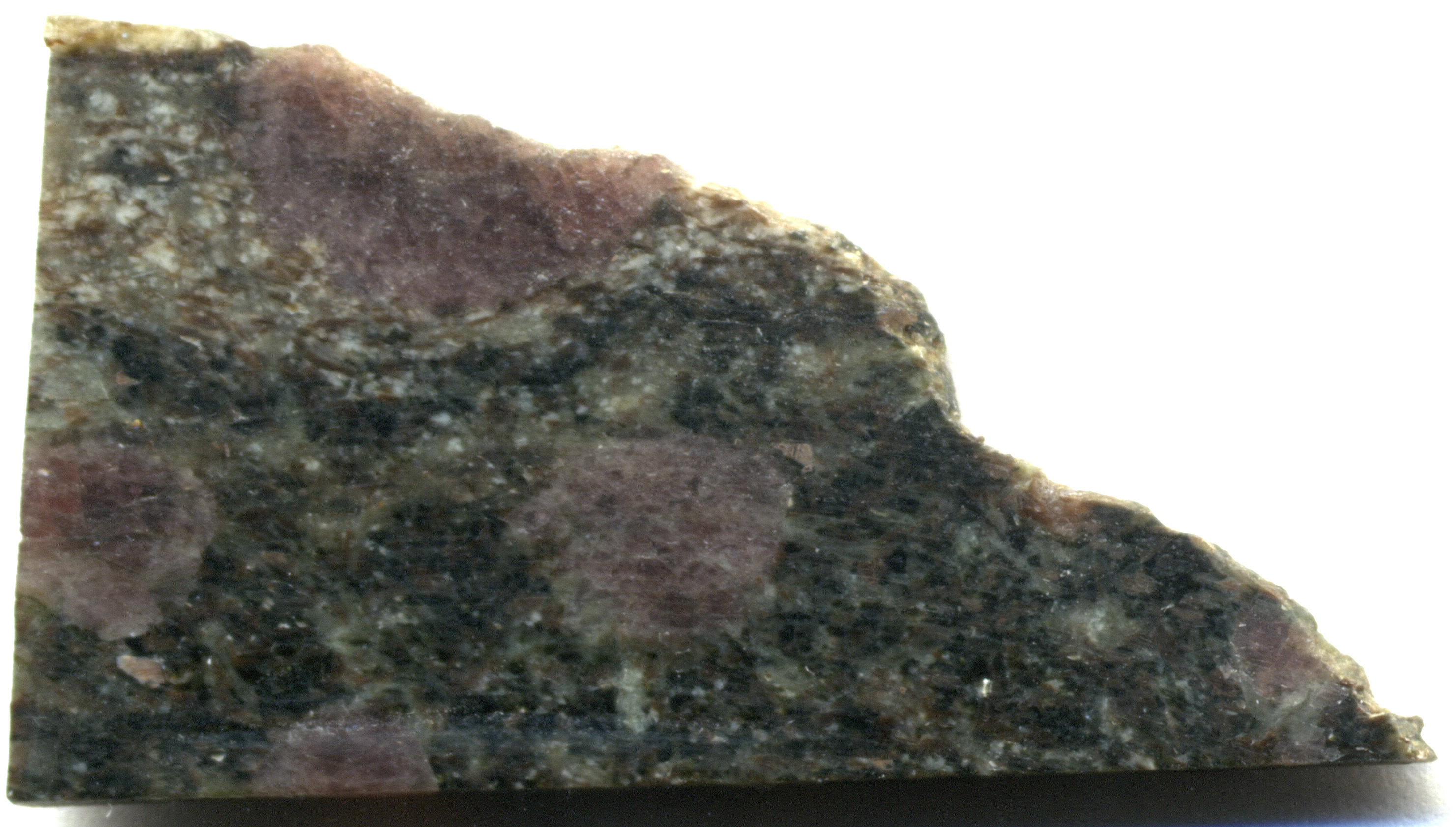
Een gepolijst stuk meta-basalt (amfiboliet) uit de Nuvvuagittuqgordel met grote (rozige) granaten. Dit is mogelijk het oudste gesteente ter wereld.

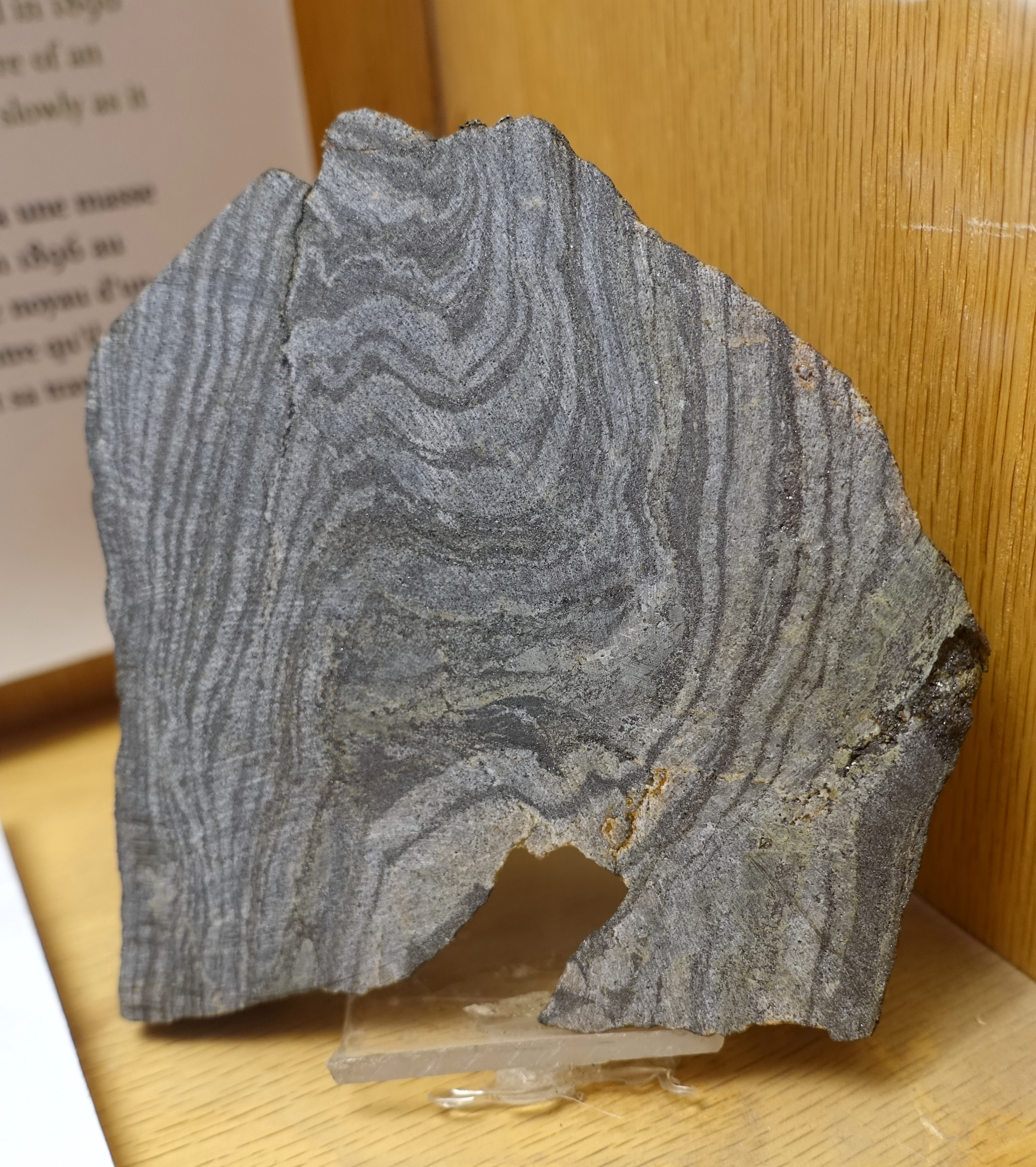
Banded iron formation uit de Nuvvuagittuqgroensteengordel, in het Redpath Museum in Montreal.

De Nuvvuagittuqgroensteengordel in het noordwesten van de Canadese provincie Québec is een groensteengordel, een serie zeer oude en aan het oppervlak gevormde gesteentelagen. De Nuvvuagittuqgordel bestaat voornamelijk uit ultramafisch tot mafisch vulkanisch gesteente. Bijzonder is de hoge ouderdom. Volgens sommige studies zou het om het oudste gesteente ter wereld gaan, maar die conclusie is erg controversieel.

## Geologische beschrijving
De Nuvvuagittuqgroensteengordel is gelegen langs de oostkust van de Hudsonbaai. Ze werd in de jaren 1960 geologisch in kaart gebracht en werd destijds Porpoise Cove-groensteengordel genoemd. Ze is onderdeel van het noordoostelijke, oudste deel van het Superiorkraton (het Hudson Bay Terrane). De Nuvvuagittuqgroensteengordel is omgeven en deels geïntrudeerd door massieve tonalietlichamen.
Het dominante type gesteente (Ujaraaluk unit of faux-amphibolite) is sterk gealtereerde, hoog-gradig metamorfe basalt. De metamorfose gaat ten minste tot de amfibolietfacies en heeft veel van de primaire structuren uitgewist. De belangrijkste mineralen in dit gesteente zijn plagioklaas, biotiet en cummingtoniet, al dan niet samen met granaat. De chemische samenstelling van het gesteente varieert tussen kalk-alkalien en tholeiitisch. Op sommige plekken zijn kussenstructuren gevonden. Het gaat daarom waarschijnlijk om onderzeese lavastromen, die later door hydrothermale circulatie sterke alteratie ondergingen.
De basalten liggen naast en zijn deels geïntrudeerd door ultramafische en mafische sills (serpentiniet en gabbro). Deze representeren waarschijnlijk de diepere delen van de oceaankorst waarvan de basalten het bovenste deel vormden. Op enkele plekken komen sporadisch felsische intrusies voor (trondhjemiet en pegmatiet).
Het vulkanische en intrusieve gesteente wordt ten slotte afgewisseld door sterk gealtereerde en gemetamorfoseerde sedimentlagen. Het gaat om hoornsteen, banded iron formations, zandsteen en conglomeraat.

## Ouderdom en controverses
In het begin van de 21e eeuw werd met radiometrische datering (zirkoondatering met de uranium-lood- en lood-lood-methodes) aangetoond dat delen van de gemetamorfoseerde basalt ten minste 3750 miljoen jaar oud zijn. Deze ontdekking plaatste de Nuvvuagittuqgroensteengordel in het Eoarcheïcum, onder de oudst bekende terreinen ter wereld. De omringende tonaliet bleek iets jonger te zijn, ongeveer 3661 miljoen jaar, en de pegmatietintrusies in de Nuvvuagittuqgordel ongeveer 2686 miljoen jaar.
De samarium-neodymiummethode gaf echter een nog veel oudere waarde van 4,37 miljard jaar voor de metabasalt, en een ouderdom boven de 4,1 miljard voor de gabbro-intrusies. Dit zou het ontstaan van de Nuvvuagittuqgordel in het Hadeïcum plaatsen, en de 
gordel het oudst bekende fragment van de aardkorst maken. Deze conclusie is echter zeer controversieel, mede omdat de vervalconstanten en voorwaarden bij de samarium-neodymiummethode minder precies bekend zijn dan die bij zirkoondatering. De laatste methode heeft de hogere ouderdom in ieder geval (voorlopig) niet kunnen bevestigen.
In ijzerrijk meta-sedimentair gesteente uit de Nuvvuagittuqgordel zijn microscopisch kleine dradige structuren van hematiet gevonden, die volgens de ontdekkers meer dan 3,7 miljard jaar oude microfossielen kunnen zijn. Als dit klopt zouden het met afstand de oudste sporen van leven op Aarde zijn. Deze claim is zeer controversieel en wordt door de meeste onderzoekers niet aanvaard. De structuren kunnen ook eenvoudig door het neerslaan van ijzermineralen zijn gevormd.
Een oplossing van de wetenschappelijke controverses rond de Nuvvuagittuqgordel is niet in zicht. Het lokale Inuitbestuur van Inukjuak besloot namelijk in 2025 geologen de toegang tot het gebied te ontzeggen, zodat verder onderzoek onmogelijk is. De Inuit ervoeren de activiteit van onderzoekers en verzamelaars in het gebied als verstorend en ingrijpend. Ze zeggen dat de locatie beschadigd is geraakt.
De IUGS heeft de locatie in 2022 opgenomen in een lijst van 100 plekken van wereldwijd geologisch erfgoed.